# Парк имени Бестужева-Марлинского (Сочи)
Сквер и́мени Бесту́жева-Марли́нского — сквер в микрорайоне Адлер Адлерского района города Сочи, Краснодарский край, Россия.

## Описание
Сквер назван в честь А. А. Бестужева (литературный псевдоним — Марлинский) (1797—1837) — декабриста, погибшего здесь в июне 1837 в стычке с горцами в лесу на мысе Адлер.
В сквере стоит памятник с бронзовым барельефом декабриста (автор — житель Адлера С. М. Третьяков), воздвигнутый в 1957 на месте гибели поэта.

## История
В 1910 году жители Адлера А. Л. Николаев и Н. С. Марар заложили сквер. Была созвана сходка селян, на которой их инициативу поддержали. Они пошли на дачу генерала Драчевского (ныне парк «Южные культуры»), вместе с управляющим составили план. Были посажены платаны, кипарисы, магнолии, туи, благоустроены аллеи, расставлены скамейки.
В 2015 открылся скейт-парк.